# Royal Engineers Association Football Club
Maillots
Dernière mise à jour : 6 mars 2012.
Le Royal Engineers Association Football Club est un club de football anglais représentant le Corps des Ingénieurs Royaux et communément connu comme « Sapeurs » (Sappers en anglais). Il est dans les années 1870 un des plus forts club de football de l’Angleterre, disputant en 1872 la toute première finale de la Coupe d'Angleterre de football puis remportant le trophée en 1875. Il a au total participé à quatre finales en huit participations.
Les Royal engineers sont aussi des pionniers dans l’évolution du football, mettant en place pour la première fois le «jeu de combinaison»  ou jeu de passe, capacité des footballeurs à se faire des passes entre eux au lieu de taper dans le ballon droit devant et de courir derrière.

## L'invention du jeu de passing
Les Engineers étaient la première équipe à exploiter le jeu de "passing" du ballon. Par exemple, un journal londonien de 1870 raconte :  "Le lieutenant Cresswell, ayant apporté le ballon sur le flanc, l'a frappé au milieu à son collègue qui a marqué un but une minute avant la fin de match ("Lieut. Creswell, who having brought it up the side then kicked it into the middle to another of his side, who kicked it through the posts the minute before time was called")  Pendant les années 1870, l'équipe a profité du "passing" et de coopération telles qu'en 1872 ce même journal a noté que : les Engineers "jouaient ensemble d'une belle manière" ("played beautifully together").  Voici la naissance du "beautiful game".
Le club n'apparaît plus au plus haut niveau à partir des années 1890.

## Anciens joueurs
- Horace Barnet
- John Blackburn
- Alfred Goodwyn
- Herbert Rawson
- Henry Renny-Tailyour
- Bruce Russell
- Donop Von
- Cecil Wingfield-Stratford